# Frank Nuyts
Frank Nuyts (Oostende, 3 februari 1957) is een Belgisch componist, muziekpedagoog, dirigent en slagwerker.

## Levensloop
Hij studeerde in Gent slagwerk en kamermuziek aan het Koninklijk Conservatorium Gent (onder meer bij Claude Coppens) en daarna compositieleer aan het Instituut voor Psychoacoustica en Elektronische Muziek (IPEM) bij Lucien Goethals. Zijn eerste werken schreef hij in een modernistische postseriële stijl. Voor een van die werken, ‘Alsof de hand nooit meer weggaat’, kreeg hij in 1979 de Tenutoprijs voor compositie. ‘Rastapasta’ voor solostrijkers en fluit uit 1986 betekende echter de breuk met die stijl. Samen met Boudewijn Buckinx werd hij vanaf 1986 een van de belangrijkste vertegenwoordigers van het postmodernistische in Vlaanderen. Zijn werk wordt sindsdien gekenmerkt door een neotonale toonspraak en een zeer persoonlijke verwerking van invloeden uit de zogenaamde commerciële muziekgenres.
Samen met Iris De Blaere richtte hij in 1989 de groep Hardscore op, waarmee voor deze nieuwe stijl ook een passend klankidioom werd gezocht.  Voor deze groep componeerde hij zes ‘Hardscore Books’, waarvan het derde (1996) een compositieopdracht was van de Provincie Oost- Vlaanderen. Boeken 2-6 werden wereldwijd op cd uitgebracht .
Toch schreef hij ook composities voor klassieke bezettingen: naast losse orkestwerken en heel veel kamermuziek, onder meer zijn eerste drie symfonieën, het marimbaconcert ‘Woodnotes’, de elektronische kameropera ‘Ga.n’ en werken voor grote cross-overensembles.
Vanaf 2002 schreef hij muziek voor het theatergezelschap Ensemble Leporello (onder meer ‘Bekket’, 2003; ‘De wijdere wereld van water (2008) (gepresenteerd op de wereldtentoonstelling van Zaragoza) ‘Arabische nacht’, 2009).
Hardscore werd tijdelijk ontbonden in 2001 en dan volgden in snel tempo een serie grote werken: ‘Different from habit’ (2004; in opdracht van het Symfonieorkest Vlaanderen)(reprise in 2016 door het NOB), de 4de Symfonie ‘Brandgang’ (2005; in opdracht van Zonzo Compagnie), ‘Rats and rabbits’ (2005; in opdracht van het Concertgebouw Brugge), ‘Bajadillas’ (2005; in opdracht van het Táman Trio), ‘The Trances’ voor slagwerkkwartet (2006; in opdracht van het Transitfestival), ‘The abduction of the East’ (2006; voor het Spectra Ensemble), ‘... where the wind goes ...’ (2007; in opdracht van I Solisti del Vento), het pianoconcerto ‘Innocence in admiration’ (2008; in opdracht van het Emanon ensemble, nu Vlaams Sinfonietta, met solist Erwin Deleux en olv Raf De Keninck), de 5de Symfonie ‘Fetish’ (2009; eveneens in opdracht van Emanon), de straatopera ‘De trouw van Mira en Miro’ (2009; in opdracht van MiramirO),  ‘Sacha’ (2010 in opdracht van het Ensemble Klang.)
De vocale muziek kreeg langzamerhand ook meer aandacht: hij componeerde een reeks zesstemmige a capellawerken voor het Australische ensemble The Song Company onder leiding van Roland Peelman (onder meer ‘Airs à gogo (1996), ‘Old Airs’ (2006) en ‘The XXX Songs’ (2007). De kameropera ‘Middle Est’ (2010) op tekst van Philippe Blasband componeerde hij in opdracht van LOD (regie: Johan Dehollander; spel: Thomas Bellinck; zang: Ruth  Rosenfeld; muzikale uitvoering: Spectra Ensemble o.l.v. Filip Rathé). Nadien volgden twee nieuwe muziektheater werken: ‘Tongval’ een kameropera, op eigen tekst (regie: Ronny Lauwers), en ‘Noite Inquieta’ een monodrama gebaseerd op teksten van Pessoa voor het jongeren strijkensemble ‘Amadeus’ en gezongen door de Portugese mezzo Inês Madeira.(regie: Eddy Becquart)
In de zomer van 2013 ging een andere kameropera in première, ‘Paternel’, opnieuw op 
tekst van Philippe Blasband in samenwerking met Trefpunt en The School of Arts Gent, die in 2015 een prequel kreeg 'Chut!', gepresenteerd in De Bijloke in oktober 2016.
Double Takes (2015) voor twee zangeressen en 4 instrumentalisten kreeg de aanmoedigingsprijs voor vocale muziek van de provincie West-Vlaanderen (2016)
‘Cambio Madre Por Moto’ (2014), op een origineel libretto,van Rosa Montero ,was een opdracht van Gerard Mortier voor het Teatro Real de Madrid, maar werd uiteindelijk van het programma afgevoerd wegens censuur door de algemene directeur.
Vanaf 2002 startte hij ook aan een cyclus van 24 pianosonates die hij afrondde in 2018.
Nummers 1 tem 18 werden tijdens zes concerten, gespreid over drie jaar, gepresenteerd in Muziekcentrum De Bijloke Gent onder initiatief van de directeur Daan Bauwens (nummers 13 tem 18 waren een opdracht van De Bijloke).
Op ieder concert speelden drie verschillende pianisten, zowel jonge virtuozen (Van Esser, Medinilla, Masson, Yoshioka, Konstantourou, Sultana, Delaere, Deleux) als gevestigde waarden (Van Loo, Ralph Van Raat, Vitaly Samoshko, Daan Vandewalle, Jan Michiels, Keiko Shichijo, Johan Duijck, Roland Peelman. Een cd met live registraties werd later uitgebracht. De sonates 19 tem 24 zijn gecomponeerd voor Liang-yu Wang, Roland Peelman, GabiSultana, Keiko Shichijo, Luc Van Loo en Barbara Baltussen). Ook deze zullen op plaat worden uitgebracht samen met een nieuwe  1ste sonate  (sonata 1B) (Konstantouro)
Hardscore werd in 2013 weer opgestart, en trad eerst op met nieuwe versies van een aantal songs uit de originele boeken, maar in 2014 componeerde hij ‘Carbon Fixation’, een reflectie over de huidige relevantie van de prille groene gedachte van de toenmalige hippiebeweging. Tomas Hendriks realiseerde daarbij de originele visuals.
Het nieuwe ensemble ’Beat Love Oracle’  met enkele muzikanten van Hardscore (Debruyne, Deldaele, Dhaene en Nuyts) debuteerde in de Handelsbeurs Gent in 2017. Hiervoor componeerde hij reeds een repertoire van meer dan anderhalf uur muziek in het teken van Frank Zappa’s vraag: ‘Does Humor Belong in Music?’
Van 2010 tem 2015 organiseerde hij samen met Iris De Blaere en in samenwerking met De Bijloke het jaarlijkse  muziekfestival ‘Voorwaarts Maart/En Avant Mars’
Frank Nuyts werd bekroond met de Prijs Hedendaagse Muziek Vlaanderen - Québec 
(1990), de eerste prijs in het Muizelhuiscompositieconcours (1991), de Cultuurprijs van de Stad Gent (1995), de Prijs Nieuwe Muziek van de Provincie Oost-Vlaanderen (2011) en de Sabam Award Hedendaagse muziek met Sonatas 13-18 (2013)
Tot 2016 doceerde hij compositie en orkestratie aan de School of Arts van de Hogeschool Gent.

## Composities

### Werken voor orkest

#### Symfonieën
- 1988 Symfonie nr. 1 - "A Symphony of Scraps", voor orkest
- 1993 Symfonie nr. 2 - "Wal", voor sopraan solo en orkest - tekst: Frans Thooft
- 1997 Symfonie nr. 3, voor kamerorkest
- 2005 Symfonie nr. 4 - "Brandgang", voor orkest
- 2009 Symfonie nr. 5 - "Fetish", voor sopraan en groot ensemble (dwarsfluit, hobo, klarinet, fagot, hoorn, trompet, trombone, 1 slagwerker, piano, harp, 2 violen, altviool, cello en contrabas)

#### Concerten voor instrumenten en orkest
- 1987 Woodnotes, voor marimba en orkest
- 2008 Innocence in admiration, concert voor piano, dwarsfluit, hobo, fagot, slagwerk, viool, altviool, cello en contrabas
- 2012 Tumbleweed Concerto, concert voor cello en orkest

#### Andere werken voor orkest
- 1979 Alsof de hand nooit meer weggaat, voor orkest (winnaar Tenutoprijs)
- 1986 RastaPasta, voor solostrijkers (8 violen, 2 altviolen, 2 cello, contrabas) en dwarsfluit
- 1996 rev.1998 Hard Scores for Orchestra
- 1997 Valse cassante, voor orkest
- 2002 Kaleidoscope, voor strijkorkest (samen met: Dirk Brossé)
- 2004 Different from habit, voor orkest
- 2013 Festive piece voor Lier, voor strijkorkest.
- 2013 IKS IKS, voor strijkorkest en twee jonge studenten partijen.

### Werken voor harmonieorkest, brassband en koperensembles
- 1991 When the tombs of brass are spent, voor marimba, elektronica en koperensemble
- 1999 rev.2002 Living between big bangs, voor 20 jonge slagwerkers en harmonieorkest
- 2002 Kicking the brass monkeys, voor brassband

### Muziektheater

#### Opera's
| Voltooid in | titel                                      | aktes | première | libretto          |
| ----------- | ------------------------------------------ | ----- | -------- | ----------------- |
| 1993        | Ga.n                                       |       |          | Frans Thooft      |
| 2009        | De trouw van Mira en Miro, een straatopera |       |          | van de componist  |
| 2011        | Tongval                                    |       |          | van de componist  |
| 2013        | Paternel                                   |       |          | Philippe Blasband |

|-
| 2014
| Cambio madre por moto
|
|
| Rosa Montero
|}
|-
| 2015
| Chut!
|
|
| Philippe Blasband
|}

#### Toneelmuziek
- 2003 Bekket, een mimodrama voor vocaal ensemble, klarinet, basklarinet, piano, marimba en slagwerk
- 2008 The wider World of Water, een melodrama voor acteur en piano - tekst: Dirk Opstaele
- 2009 Arabische nacht, een melodrama voor acteur en piano - tekst: Roland Schimmelpfenninck
- 2010 Middle East, voor sopraan, acteur, dwarsfluit, klarinet, slagwerk, piano, viool, cello - tekst: Philippe Blasband
- 2012 "Noite Inquieta", een monodrama - tekst: Fernando Pessoa

### Vocale muziek

#### Werken voor koor
- 1994 Airs à gogo, voor zesstemmig gemengd koor (SMATBB) - tekst: Voltaire
- 2001 The Roughcast Song, voor zesstemmig gemengd koor (SMATBB) - tekst: van de componist
- 2002 Aida vede, voor zesstemmig gemengd koor (SMATBB) en vocaal slagwerk - tekst: van de componist en Dirk Opstaele
- 2003 Ondokeo II uit "Bekket", voor zesstemmig gemengd koor (SMATBB) - tekst: van de componist
- 2004 Anthology, voor drie- tot zesstemmig gemengd koor (SMATBB) - tekst: van de componist, Dirk Opstaele, Johann Wolfgang von Goethe, William Shakespeare
  1. Harengue
  2. Trio 1
  3. Gentle breath
  4. Trio 2
- 2005 The X songs, voor gemengd koor - tekst: diverse auteurs
- 2006 Old airs, voor zesstemmig gemengd koor (SMATBB) - tekst: Les Murray
- 2007 The Accidental Martyr, voor gemengd koor - tekst: Tom Robbins[1]
- 2007 XXX Songs, voor zesstemmig gemengd koor (SSATBB) - tekst: Jelle Meander
- 2010 Stained staves (for Gilbert and George), voor zesstemmig gemengd koor - tekst: Jelle Meander en van de componist
- 2010 Air Victorieux, voor gemengd koor - tekst: van de componist

#### Liederen
- 1979 Sonivers I, voor sopraan en ensemble
- 1980 Sonivers II, voor sopraan, dwarsfluit, blokfluit, klarinet, basklarinet, altsaxofoon, hoorn, 2 slagwerkers, piano, viool, cello, contrabas en geluidsband - tekst: Pablo Neruda en Paul Eluard
- 1989 Water Music, voor sopraan en marimba
- 1992 Claus harmonieën, voor sopraan, dwarsfluit, cello en piano - tekst: Hugo Claus
- 1993 3 Koortjes uit "Ga.n", voor sopraan, mezzosopraan en alt - tekst: Frans Thooft
- 1995 3 Liederen uit "Ga.n", voor hoge stem en piano - tekst: Frans Thooft
- 1995 Hard Scores Book 1, voor sopraan, piano, synthesizer, sopraansaxofoon, tenorsaxofoon, marimba, vibrafoon, drumstel
- 1997 Swift Songs, voor sopraan, klarinet en piano - tekst: Jonathan Swift
- 1997 Hard Scores Book 4: "Tubes for sections", voor sopraan (ook dans), 3 synthesizers, piano, trompet, sopraansaxofoon, tenorsaxofoon, trombone, marimba, drumstel, 2 slagwerkers - tekst: van de componist
- 1998 Boyhood’s end, voor tenor, piano en geluidsband ad libitum - tekst: van de componist
- 1998 Hard Scores Book 2 (gerev. versie), voor mezzosopraan, 3 synthesizers (of: 2 synthesizers en vibrafoon), piano, sopraansaxofoon, tenorsaxofoon, marimba, elektrische bas, drumstel - tekst: van de componist
- 1998 Hard Scores Book 3 (gerev. versie), voor mezzosopraan, 2 synthesizers (of: synthesizer en vibrafoon), piano, sopraansaxofoon, tenorsaxofoon, marimba, elektrische bas, drumstel - tekst: div. auteurs
- 1999 Hard Scores Book 5: "Surf, wind and desire", voor mezzosopraan, back-vocals, Korg O1W, Korg M1, Roland U-220, sopraansaxofoon, tenorsaxofoon, marimba, elektrische bas, drumstel - tekst: van de componist
- 2000 Hard Scores Book 6: "Monkey trial", voor mezzosopraan, back-vocals, Korg O1W, Korg M1, sopraansaxofoon, tenorsaxofoon, marimba, elektrische bas, drumstel - tekst: van de componist
- 2003 Love by fortune sent, voor sopraan en strijkorkest (samen met: Dirk Brossé, Posman en Devreeze)
- 2003-2007 3 songs from "Bekket", voor hoge stem en piano - tekst: van de componist
- 2006 The Abduction of the East, voor bas-bariton, dwarsfluit, klarinet, basklarinet, harp, piano, vibrafoon/slagwerk, viool, altviool, cello en contrabas - tekst: Philippe Blasband en anderen
- 2013  Hard Scores revisited: 13 liederen voor stem en het hardscore ensemble.
- 2014  Carbon Fixation: Road feel, Vehicles of love, Wheels in weeds, Convertible superstar voor stem en het hardscore ensemble
- 2015 Double Takes, sextet voor sopraan en mezzosopraan, blokfluiten (1 speler), cello, klavier (met een elektrische piano klank en een trage synth klank) en marimba op tekst van Frank Nuyts.
- 2015  Carbon Fixation: Jaunt with a beetle, Calling names, A better plan, Yearning Yarn, Hate to love, Drawing up voor stem en het hardscore ensemble.
- 2016 Four songs from Middle East, voor sopraan en piano - tekst: Philippe Blasband
- 2017 Hmm, voor sopraan en keyboard 1. Hum, 2. Sing, 3. Laugh, 4. Sigh, 5. Dance, - tekst: van de componist

### Kamermuziek
- 1975 5 Preludes for Ancient Stones, voor hobo en piano
- 1975 Le tombeau de Ravel, voor klarinet, vibrafoon en piano
- 1976 Alejándome del camino, voor dwarsfluit en piano
- 1978 Hommage à..., voor dwarsfluit en slagwerk
- 1981 La sale mère, le boeuf et le crampon, voor saxofoonkwartet
- 1982 Savannah, voor hoorn, dwarsfluit en 2 slagwerkers
- 1982 Sprint, voor slagwerk en piano
- 1984 Philtre, voor dwarsfluit en contrabas
- 1984 Vol au vent, voor tuba en piano (of: basklarinet en piano)
- 1985 Sehnen, voor viool en cello (of: twee violen)
- 1985 Squib, voor dwarsfluit, hobo, klarinet, fagot, hoorn, trompet, trombone, 2 slagwerkers, harp, piano (vierhandig), 2 violen, altviool, cello en contrabas
- 1985 Two pieces for Pete, voor melodie-instrument, toetseninstrument en drumstel
- 1986 Euphonic Movements, voor twee piano's en twee slagwerkers
- 1986 Cloudscapes II, voor piano en marimba
- 1986 Rastapasta, voor dwarsfluit, basklarinet en piano
- 1987 Woodnotes, voor marimba en piano
- 1988 Crack-time, voor piano en 4 slagwerkers
- 1989 Quirks, voor dwarsfluit, basklarinet en piano
- 1990 B - Side Art, voor marimba, piano, sequencer of geluidsband en drumstel
- 1990 What poor an instrument may do a noble deed, voor slagwerk en piano
- 1991 Quadramania, voor vier trompetten
- 1992 Music to raise hell, voor koperseptet (2 trompetten, 2 trombones, 2 hoorns, tuba) en 2 slagwerkers
- 1992 And spring ran cold forever, voor blaaskwintet
- 1993 Five-penny beats & The seven beats itch, voor dwarsfluit, basklarinet, viool, altviool, cello, piano en drumstel
- 1994 Fast Wood quintet, voor blaaskwintet
- 1994 Tohuwabohu, voor blokfluit en piano
- 1995 Cocopolo, voor blokfluit en piano
- 1995 Updated memories, voor marimba en piano
- 1996 Only heads and tails, voor piano, tenorsaxofoon en marimba
- 1996 Sex, age and aria for a sexagenarian, voor kleine trom, piano en geluidsband
- 1996 The odd moments, voor tenorsaxofoon, marimba en piano
- 1997 Tripping fyfes, voor blokfluitkwartet en slagwerk
- 2001 Powerline, voor slagwerk en piano
- 2001 X-raying my...radio, voor groot ensemble (dwarsfluit, klarinet, altsaxofoon, tenorsaxofoon, trompet, trombone, 2 tuba's, piano, elektrisch piano, 6 slagwerkers, elektrische bas, trommen)
- 2002 Busyness as usual, voor klarinet en piano
- 2003-2005 1st Suite from "Bekket", voor marimba, piano en slagwerk
- 2004 Low-key music, voor dwarsfluit (ook: piccolo), 3 klarinetten (ook: basklarinet), trompet, trombone, 2 marimba, 1 slagwerk, 5 solo strijkers
- 2005 Bajadillas, voor klarinet, cello en piano
- 2005 Rats and rabbits, voor dwarsfluit, klarinet, viool, altviool, cello en slagwerk
- 2005 Adam & Arnold, voor orgel en slagwerk
- 2007 1'28" Noise, voor dwarsfluit, klarinet (ook: basklarinet), viool, altviool, cello, piano en slagwerk
- 2007 ...where the wind goes..., voor blazersensemble en geluidsband (ad libitum)
- 2008 Cold Calypso, voor dwarsfluit, klarinet (ook: basklarinet), trompet, trombone, 1 of 2 slagwerkers, piano en contrabas
- 2008 X-Raying my...Radio ("de Volharding" versie), voor dwarsfluit, 3 saxofoons, hoorn, 3 trompetten, 3 trombones, piano en elektrische bas
- 2009 Up to scratch, voor viool en piano (2 bundels)(bewerking van vroegere miniaturen)
- 2010 Sacha, voor slides en klarinet/altsaxofoon, sopraan-/alt-/tenorsaxofoon, trombone, piano, slagwerk (vibrafoon en marimba), basgitaar  (tekeningen: Charles Berberian)
- 2010 Sacha, voor slides en vierhandig piano
- 2011 Tribal Triads, (bewerking van Bekket: 1st Suite) voor 2 dwarsfluiten, hobo, 2 klarinetten, fagot, altsaxofoon, tenorsaxofoon, hoorn, 2 trompetten, tuba, piano (& slagwerk ad libitum)
- 2011 D&C, voor fluit en zes harpen (bewerking van 'Zonsopgang' uit Daphnis et Chloé van Maurice Ravel)
- 2012 Up to scratch, voor fluit en piano (2 bundels)
- 2013 Sur d'almes cadences, voor sopraan, cello en harp. Op tekst van Verlaine, 3 gedichten uit 'Fêtes Galantes'.
- 2013 Couple dances, voor viool en basklarinet.
- 2014 Scrolling ME, pianotrio (viool, cello, piano) suite gebaseerd op Middle East.
- 2014 Suite Paternel, voor Engelse Hoorn en sinfonietta (zonder trombone en slagwerk). Suite gebaseerd op Paternel.
- 2014 Suite Paternel, reductie voor Engelse Hoorn en piano.
- 2014 Between the treasure and the sun voor 2 synthesizers, piano en drums
- 2015 Moody Walks, voor vierhandig piano.
- 2016 Out on a Limb, voor marimba en piano
- 2017 Comeback Quartet, string quartet. Nota: de uitvoering van dit stuk moet uitgesteld worden tot 2033
- 2017 No quiero que os separéis, voor fluit hobo&cor anglais en piano
- 2017 Beat Love Oracle, voor saxen, marimba, elektrische bas en drumstel. 1. Don't count on us, 2. Too early, Bird, 3. Get your foot in the bar, 4. Just thumb luck, 5. Don't bump your head against the Cloud, 6. Shift! We're lost!, 7. Please don't come any closer, 8. These are not, I repeat, not downbeats, 9. Let's dig our heels into this file, 10. Your feet make me somb, 11. Them tunes will surely and poorly, 12. Ready to cross against the light

### Werken voor piano
- 1980 Adagio
- 1982 Uit een verborgen lade/From a hidden drawer
- 1986 Cloudscapes
- 1989 Za-va-pa
- 1991 They’re no better than they should be
- 1992 A rule-of-thumb sonata
- 1993 De ladders zat / Au bout des gammes
- 1994 Edgeways
- 1996 Mock-up Rock: book 1
- 2002 Re: Birth, voor piano (vierhandig)
- 2002 2nd Sonata "nomen nudum"
- 2002 3rd Sonata "...et voces, praetereaque nihil..."
- 2002 4th Sonata "Adde parvum parvo"
- 2003 5th Sonata "Blue rays-Ry's blues"
- 2003-2007 3 Pieces from "Bekket"
- 2006 6th Sonata "outlaw's exit"
- 2006 1st Sonata "rule of thumb" (gerev. versie)
- 2007 Au départ (coda from "Innocence in admiration")
- 2008 7th Sonata "The Wider World of Water"
- 2009 Slow and sure & Fast and sure
- 2009 8th Sonata "a way... a lone... a long...a last"
- 2009 9th Sonata "terra firma"
- 2009 10th Sonata "second to none"
- 2009 11th Sonata "be(LL)oved"
- 2009 12th Sonata "ni poids ni loi"
- 2011 13th Sonata "straddling the gaps"
- 2011 14th Sonata "plea nor play"‘
- 2012 15th Sonata "Orchard's rim North: Brick Wall"
- 2012 16th Sonata "Orchard's rim West: Cubed Sky"
- 2012 17th Sonata "Orchard's rim South: White Aisle"
- 2012 18th Sonata "Orchard's rim North: Gothic Concretion"
- 2014 Seventy B's Falling from Seven Apple Trees voor piano
- 2015 1B Sonata "Bruna Husky"
- 2016 19th Sonata "(when close to the heart) nothing is enough"
- 2016 20th Sonata "radical risk"
- 2016 21st Sonata "Atlantis renascent"

### Werken voor slagwerk
- 1978 Hommage à... (bis)
- 1978 Sabbristie
- 1981 Bombos del sol, voor twee slagwerkers
- 1987 Give me your bunch of fives, voor drie marimba
- 1987 Woodnotes, versie voor zeven slagwerkers
- 1994 Sticks and grooves
- 1992 Schlemozzle, voor vijf slagwerkers
- 1994 Pok-pok, voor 5 tot 12 jonge slagwerkers
- 2001 Beck’s cool, voor zes jonge slagwerkers
- 2004 Empty Music, voor marimba
- 2006 Low-key quartet, voor vier slagwerkers
- 2006 The Trances, voor vier slagwerkers
- 2008 De tous biens playnes, voor vijf-octaaf marimba

## Publicaties
- Bakens van het leven, in: Muziek & Woord, uitg. juli 2007

## Media
1. ↑  The Accidental Martyr door Koor Musa Horti o.l.v. Peter Dejans. Gearchiveerd op 12 oktober 2016.

- Bibliothèque nationale de France: cb14831921d (data)
- Gemeinsame Normdatei: 108922558X
- International Standard Name Identifier: 0000 0001 0864 1070
- Library of Congress Control Number: nr92028006
- MusicBrainz: d97593aa-b5e3-4c9f-a2d7-14e0301ffa5d
- Virtual International Authority File: 3630320
- WorldCat: E39PBJwd9qRF8rmykJkWYmgBT3